# Werk des heiligen Johannes von Ávila

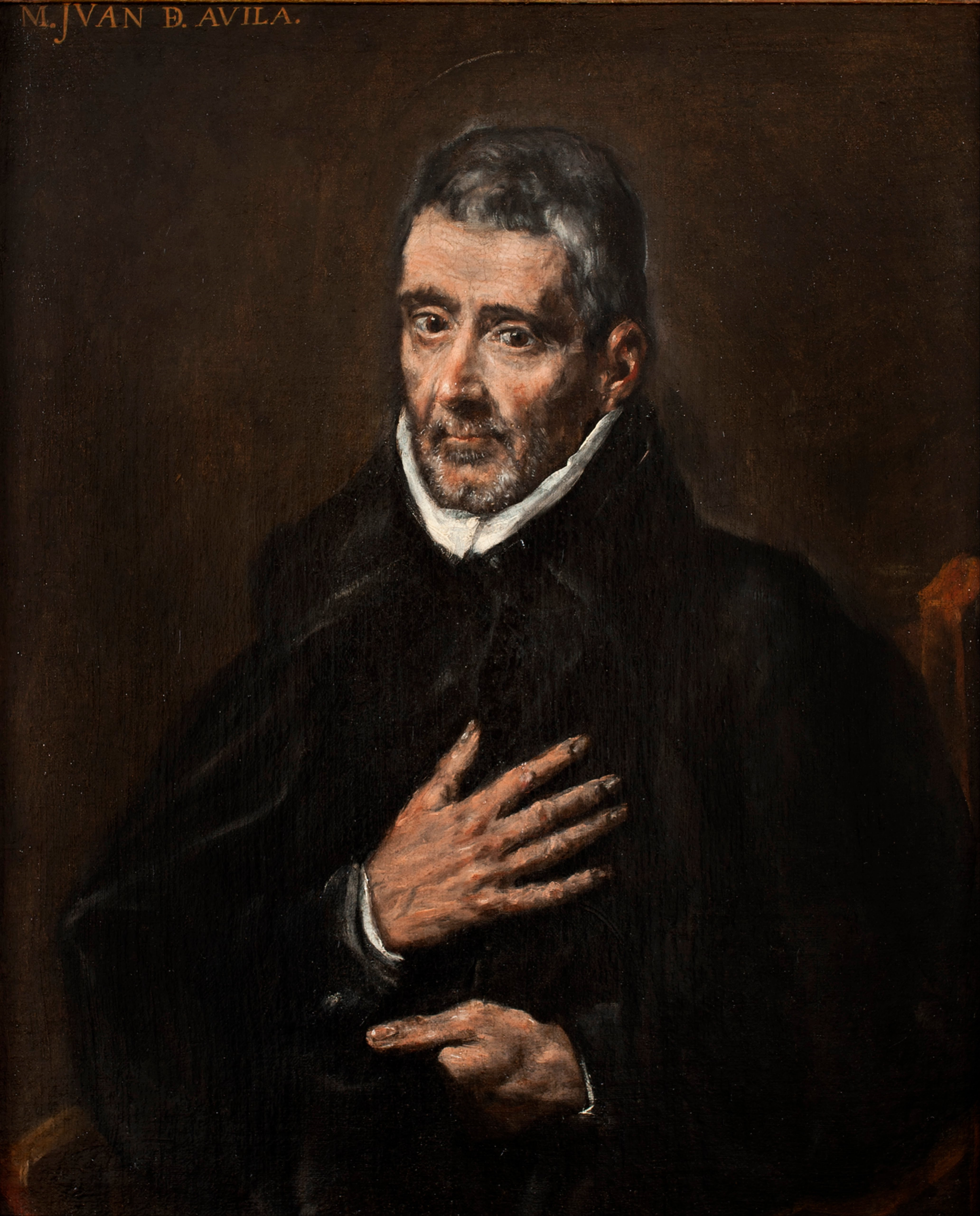
Juan de Ávila

Das Werk des heiligen Johannes von Ávila (en.: Work of Saint John of Avila; es.: Obra de San Juan de Avila) ist eine laienapostolische Vereinigung von Gläubigen in der römisch-katholischen Kirche. Es wurde 1919 in Valencia (Spanien) gegründet und nach der bischöflichen Anerkennung  von 1962 im Jahre 1994 als eine internationale Vereinigung von Gläubigen päpstlichen Rechts anerkannt. Dem Werk gehören 102 assoziierte Mitglieder an, die sich auf zwei Kontinenten in 11 Ländern verteilen. 

## Geschichte
Don José Soto Chuliá (1887–1975)  gründete das weibliche Werk im Jahr 1919 in Valencia. Die unverheirateten Mitglieder waren Frauen, die ihre Berufung in einer geistlichen Mutterschaft sahen. Don Chuliá wollte kleine Gruppen von Gläubigen innerhalb der Pfarreien gründen, die ihr Glaubensleben bezeugen sollten. Nachdem sich diese Bewegung über mehrere Diözesen Spaniens verteilt hatte, wurde das Werk 1962 durch den Erzbischof von Valencia Marcelino Olaechea Loizaga SDB als Pia unio kanonisch anerkannt, hiernach setzte sich die Ausweitung auch über die Grenzen Spaniens fort. Am 12. März 1994 erhält das Werk des heiligen Johannes von Ávila (1499–1569) das Anerkennungsdekret durch den Päpstlichen Rat für die Laien. Die internationale Vereinigung von Gläubigen päpstlichen Rechts wird gleichzeitig in das offizielle Register aufgenommen.

## Selbstverständnis
Ziel des Werkes ist die Heranbildung von apostolischen Gruppen in den Pfarreien. Grundlage der Spiritualität ist das Taufversprechen, welches im eigenen Lebensbereich und im Beruf verwirklicht werden soll, es ist durch das Leben der Tugenden, dem Empfang der Sakramente und dem persönlichen Engagement gekennzeichnet. Zur Ausbildung der Mitglieder zählt das Studium der Heiligen Schrift, das Kennen der Lehren des Zweiten Vatikanischen Konzils, die Befolgung des  Lehramtes der Kirche, Wissen über die Schriften der Heiligen und die Kenntnisse des Katechismus.

## Organisation und Ausweitung
Den Mitgliederstamm bilden die assoziierten Mitglieder, die ein endgültiges oder zeitliches religiöses Versprechen abgelegt haben und die Postulantinnen. Die Teilnehmer in den apostolischen Gruppen sind ohne rechtliche Bindungen dem Werk angeschlossen. Die assoziierten Mitglieder werden mit 102 angegeben, die sich in Europa auf ein Land und in Südamerika auf 10 Länder verteilen, zu den apostolischen Gruppen zählen ungefähr 10.000 Mitarbeiter. Das Werk wird von einer Generaldirektorin geleitet, ihr zur Seite steht ein Generalrat, der sich aus der Vizedirektorin, der Sekretärin und ihrer Stellvertreterin sowie der Schatzmeisterin und ihrer Stellvertreterin zusammensetzt.